# مردان (فیلم ۲۰۱۴)
مردان (به کردی: مەردان) اولین فیلم بلند کارگردان کرد، بتین قبادی است. این فیلم به عنوان نماینده سینمای عراق در ۸۷امین دورهٔ جوایز اسکار ۲۰۱۵ معرفی شده‌است. این فیلم پس از شش فیلم کوتاه از بتین، اولین فیلم بلند اوست. این فیلم در جشنواره‌های چون جشنواره بین‌المللی فیلم تورنتو، دبی، سیاتل و... شرکت کرده که در جشنواره بین‌المللی فیلم استانبول برنده جایزه شد.